# Gliese 86 b

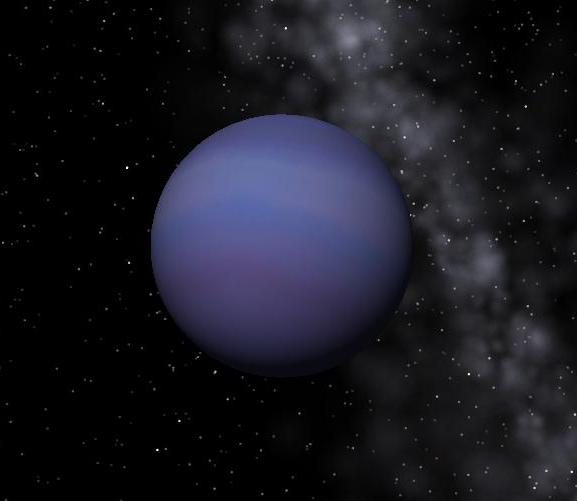
Vue d'artiste de Gliese 86 b.

Gliese 86 b, formellement Gliese 86 Ab (de manière à la distinguer de l'étoile compagnon Gliese 86 B), en abrégé Gl 86 b, ou GJ 86 b, est une exoplanète à 36 années-lumière de la Terre dans la constellation de l'Éridan. La planète a été découverte en orbite autour de l'étoile naine orange Gliese 86 A par des scientifiques français en novembre 1998. L'orbite de la planète est très proche de l'étoile.
La planète a une inclinaison orbitale de 164,0°.